# Římskokatolická farnost Nová Cerekev
Římskokatolická farnost Nová Cerekev je územním společenstvím římských katolíků v rámci pelhřimovského vikariátu českobudějovické diecéze.

## O farnosti

### Historie
V roce 1358 je v Nové Cerekvi doložena plebánie. V letech 1750–1760 byl zcela znovu zbudován farní kostel, z původního byla ponechána pouze věž.

### Současnost
Farnost je administrována ex currendo z Pelhřimova.
| Kostel                       | Místo           | Bohoslužba             | Bohoslužba             | Poznámka      |
| ---------------------------- | --------------- | ---------------------- | ---------------------- | ------------- |
| Kaple                        | Částkovice      | neslouží se pravidelně | neslouží se pravidelně | obecní kaple  |
| Kaple                        | Chmelná         | neslouží se pravidelně | neslouží se pravidelně | obecní kaple  |
| Kaple                        | Leskovice       | neslouží se pravidelně | neslouží se pravidelně | obecní kaple  |
| Kaple Korunování Panny Marie | Litohošť        | neslouží se pravidelně | neslouží se pravidelně | obecní kaple  |
| Kaple                        | Markvarec       | neslouží se pravidelně | neslouží se pravidelně | obecní kaple  |
| Kostel sv. Tomáše Becketa    | Nová Cerekev    | neděle středa          | 10.40 16.30            | farní kostel  |
| Kaple                        | Pejškov         | neslouží se pravidelně | neslouží se pravidelně | obecní kaple  |
| Kaple sv. Rocha              | Proseč-Obořiště | neslouží se pravidelně | neslouží se pravidelně | zámecká kaple |
| Kaple                        | Stanovice       | neslouží se pravidelně | neslouží se pravidelně | obecní kaple  |